# Индия (порноактриса)
Индия (англ. India, настоящее имя Shamika Brown; род. 17 мая 1977 года, США) — американская порноактриса и певица. Карьеру в порноиндустрии начала в 1996 году, когда ей было 19 лет.

## Награды
- 2000 номинация на AVN Award — Лучшая новая старлетка[1]
- 2004 номинация на AVN Award — Самая жесткая сцена секса — Hustlaz: Diary of a Pimp
- 2004 номинация на AVN Award — Лучшая сцена стриптиза — Hustlaz: Diary of a Pimp[2]
- 2008 номинация на AVN Award — Лучшая актриса второго плана, Видео — Afrodite Superstar[3]
- 2011 Urban X Award Hall of Fame[4]

## Фильмография
- Ass Lickers 5 (2005)
- Snoop Dogg’s Doggystyle (2001)
- Face Invaders (2000)
- Asstroids (1999)
- Weekend Warriors (1999)
- Rusty Boner’s Back East Babes Vol. 1 (1996)